# Bredia quadrangularis
Bredia quadrangularis är en tvåhjärtbladig växtart som beskrevs av Célestin Alfred Cogniaux. Bredia quadrangularis ingår i släktet Bredia och familjen Melastomataceae. Inga underarter finns listade i Catalogue of Life.